# Acanthephippium bicolor
Lan chung quỳ hai màu (danh pháp hai phần: Acanthephippium bicolor) là một loài thực vật có hoa trong họ Lan (Orchidaceae) được tìm thấy chủ yếu ở miền Nam Ấn Độ, Sri Lanka và New Guinea. Loài này được Lindl. mô tả khoa học đầu tiên năm 1835.

## Hình ảnh

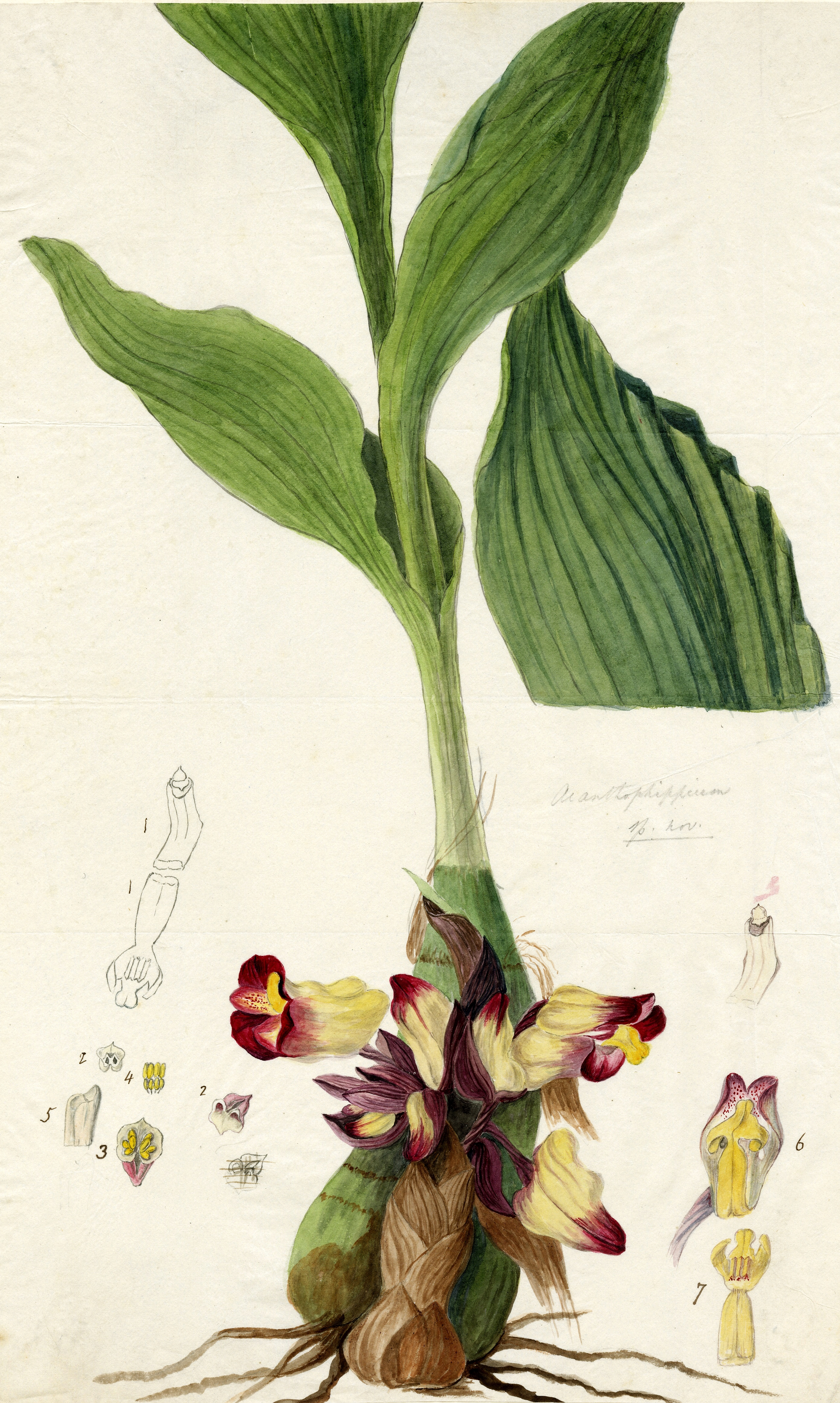
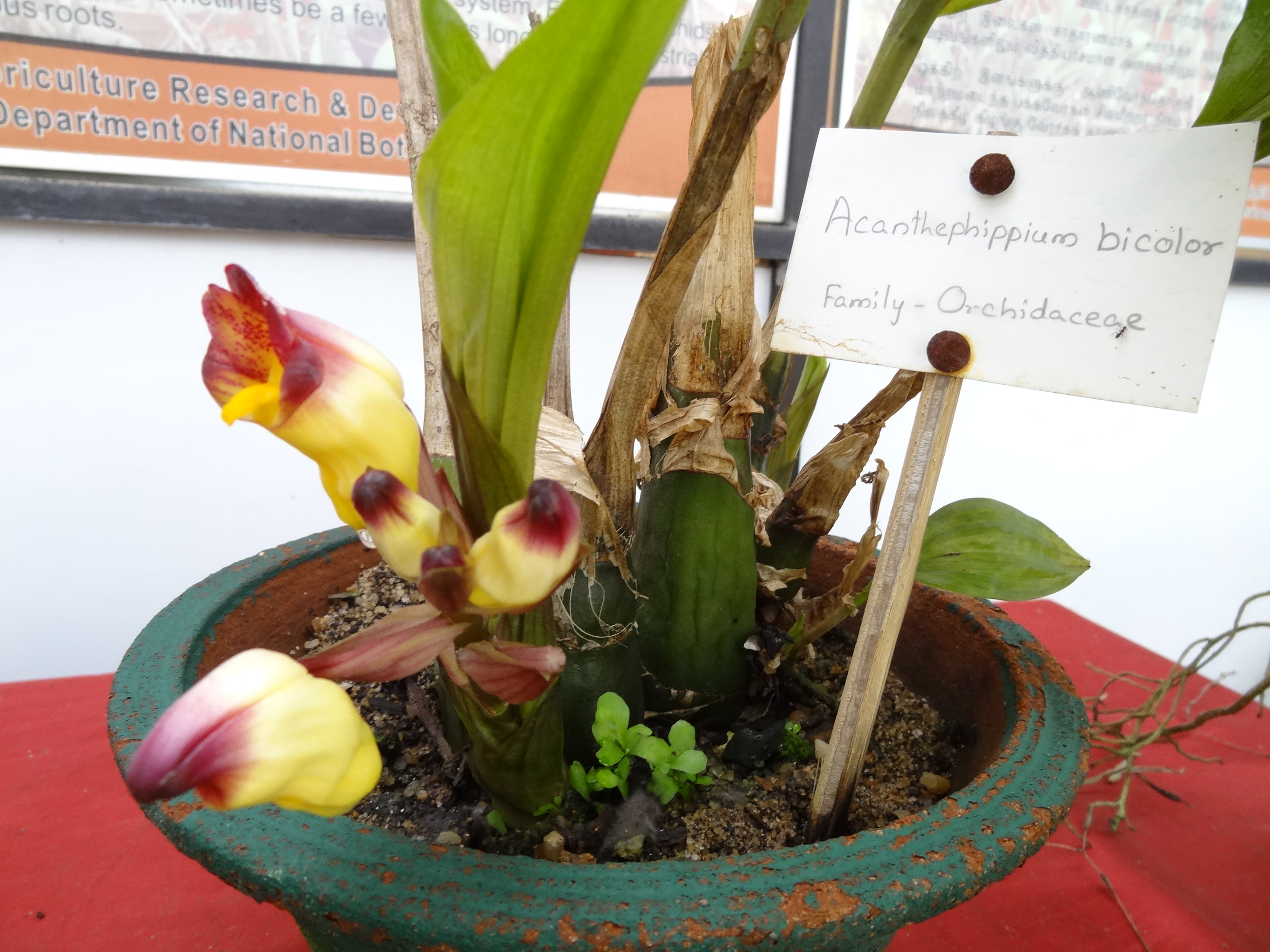
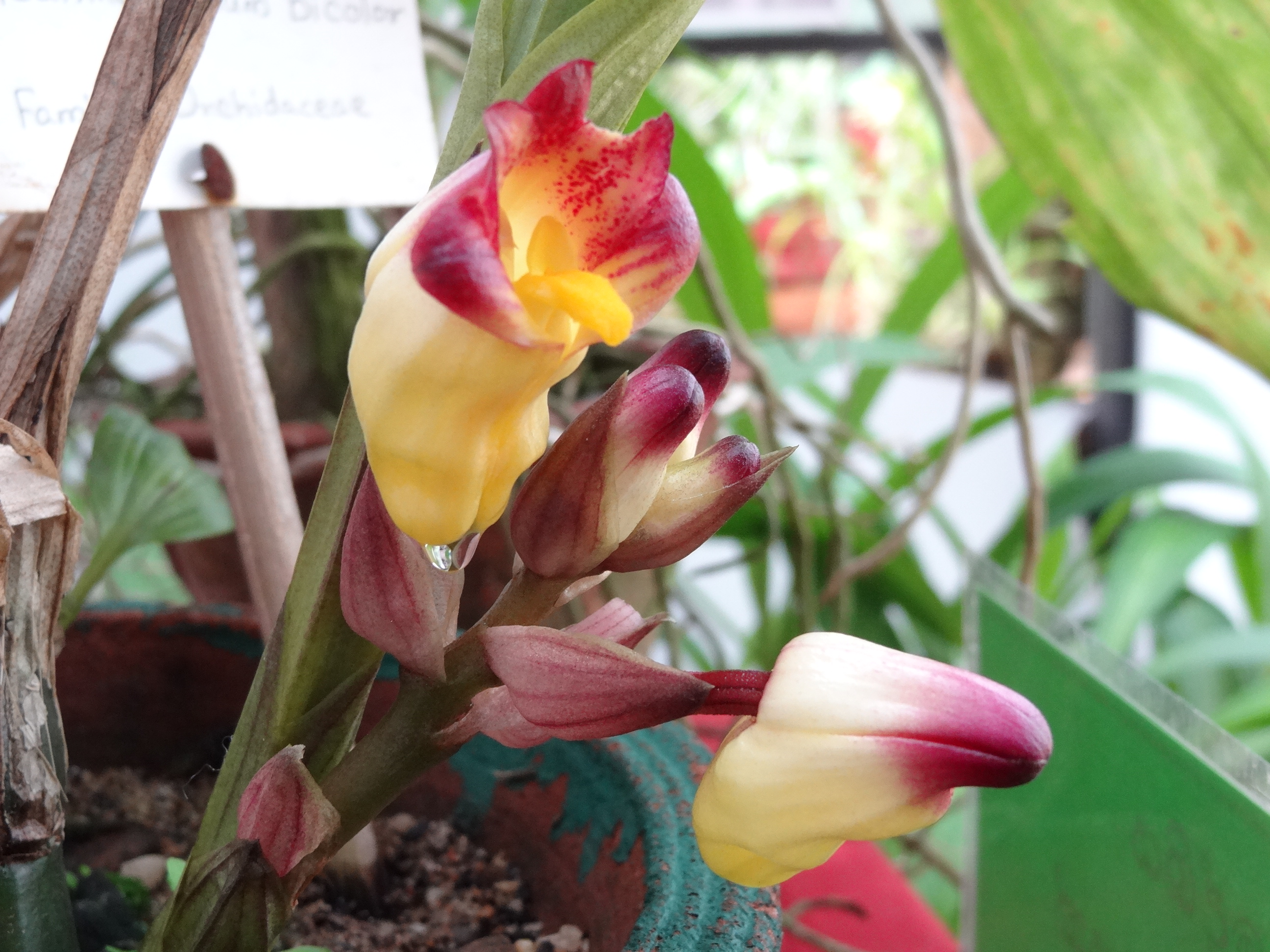